# Мечеть Сіді Ганем
Мечеть Сіді Ганем (араб. مسجد الباي محمد عثمان الكبير) — історична мечеть у місті Міла в Алжирі.

## Історія
До завоювання Магриба мусульманами у VII столітті, у будівлі майбутньої мечеті була православна церква.
У 678 Дінар Абу Мухаджер обернув церкву в мечеть. Довгий час мечеть носила на честь свого засновника ім'я Дінара Абу Мухаджера, але пізніше перейменована на честь мусульманського праведника з Орана Сіді Ганема.
Після завоювання Алжиру французами в 1830 в будівлі були розміщені стайні кавалерійського підрозділу Французької армії — Африканські мисливці.
Нині у будівлі проходять реставрацію.

## Перша мечеть у Магрибі
Мечеть вважається другою мечеттю побудованою в Магрибі після Великої мечеті Кайруана. Але, за версією Хокіна Таутау з Алжирського національного центру доісторичних, антропологічних та історичних досліджень, ця мечеть насправді перша з побудованих у Магрибі.